# Tuviris
Tuviris (Iris setosa) är en irisväxtart som beskrevs av Pall. och Heinrich Friedrich Link. Enligt Catalogue of Life ingår Tuviris i släktet irisar och familjen irisväxter, men enligt Dyntaxa är tillhörigheten istället släktet irisar och familjen irisväxter. Arten förekommer tillfälligt i Sverige, men reproducerar sig inte. Inga underarter finns listade i Catalogue of Life.

## Bildgalleri

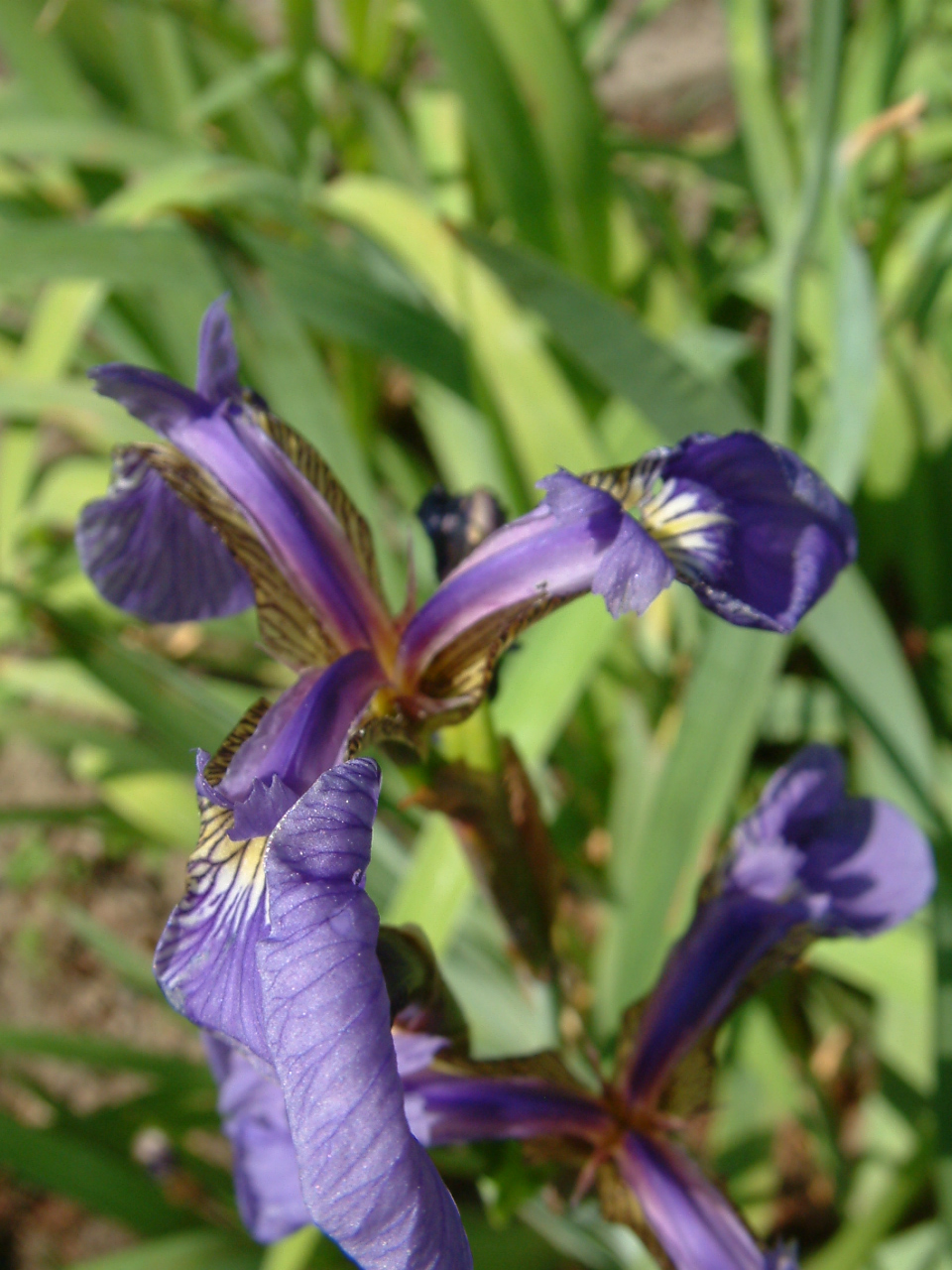
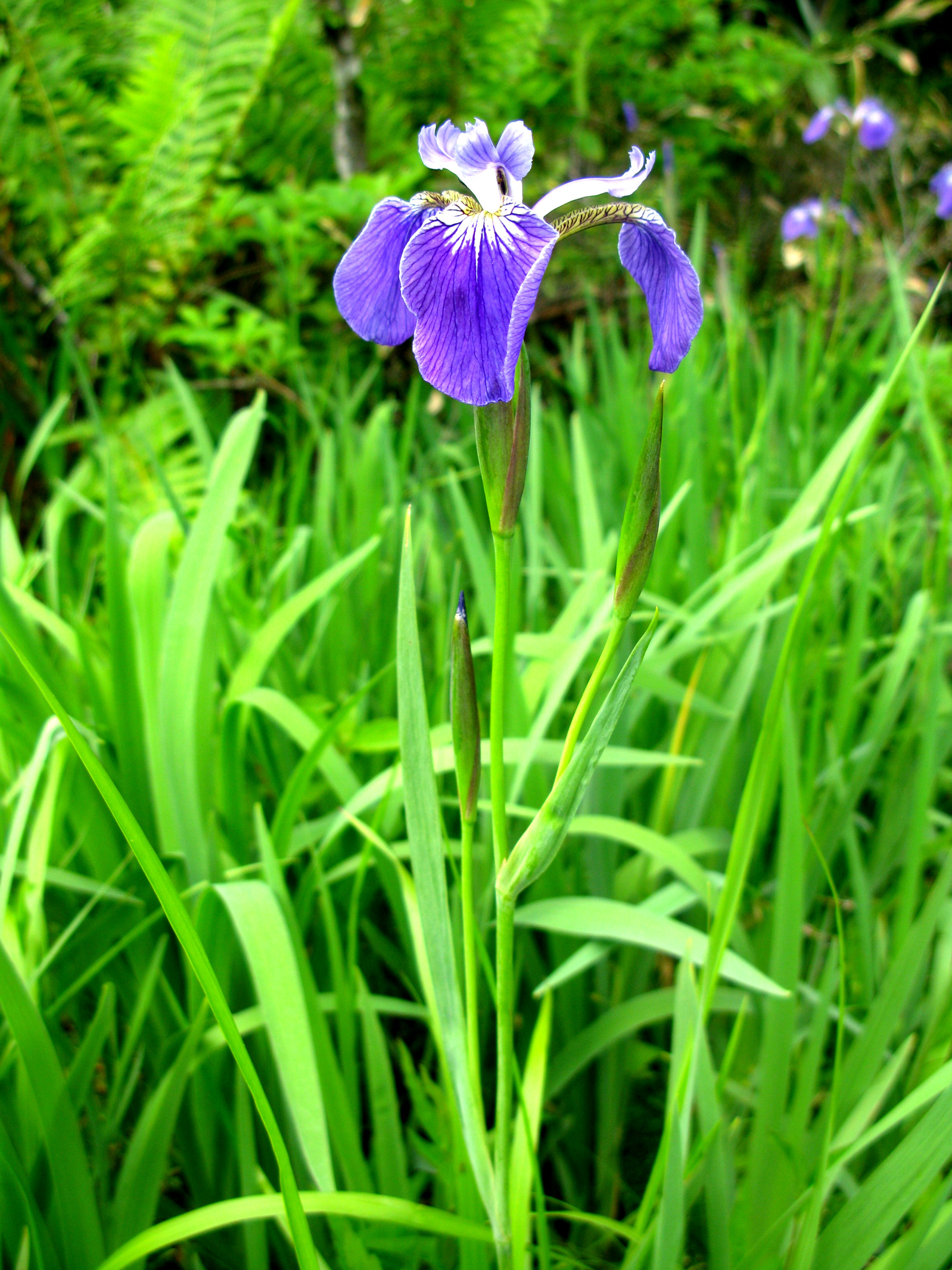
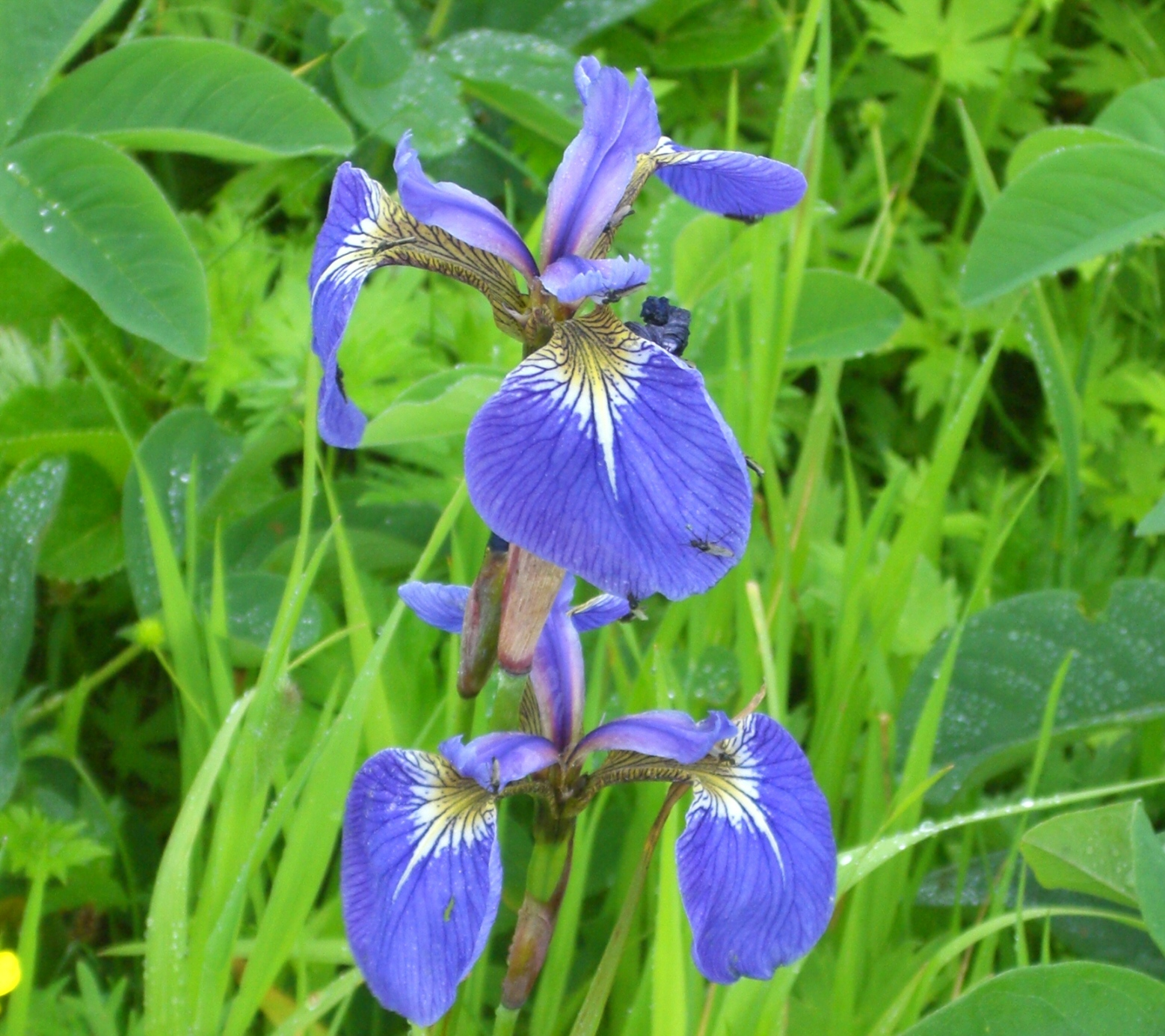
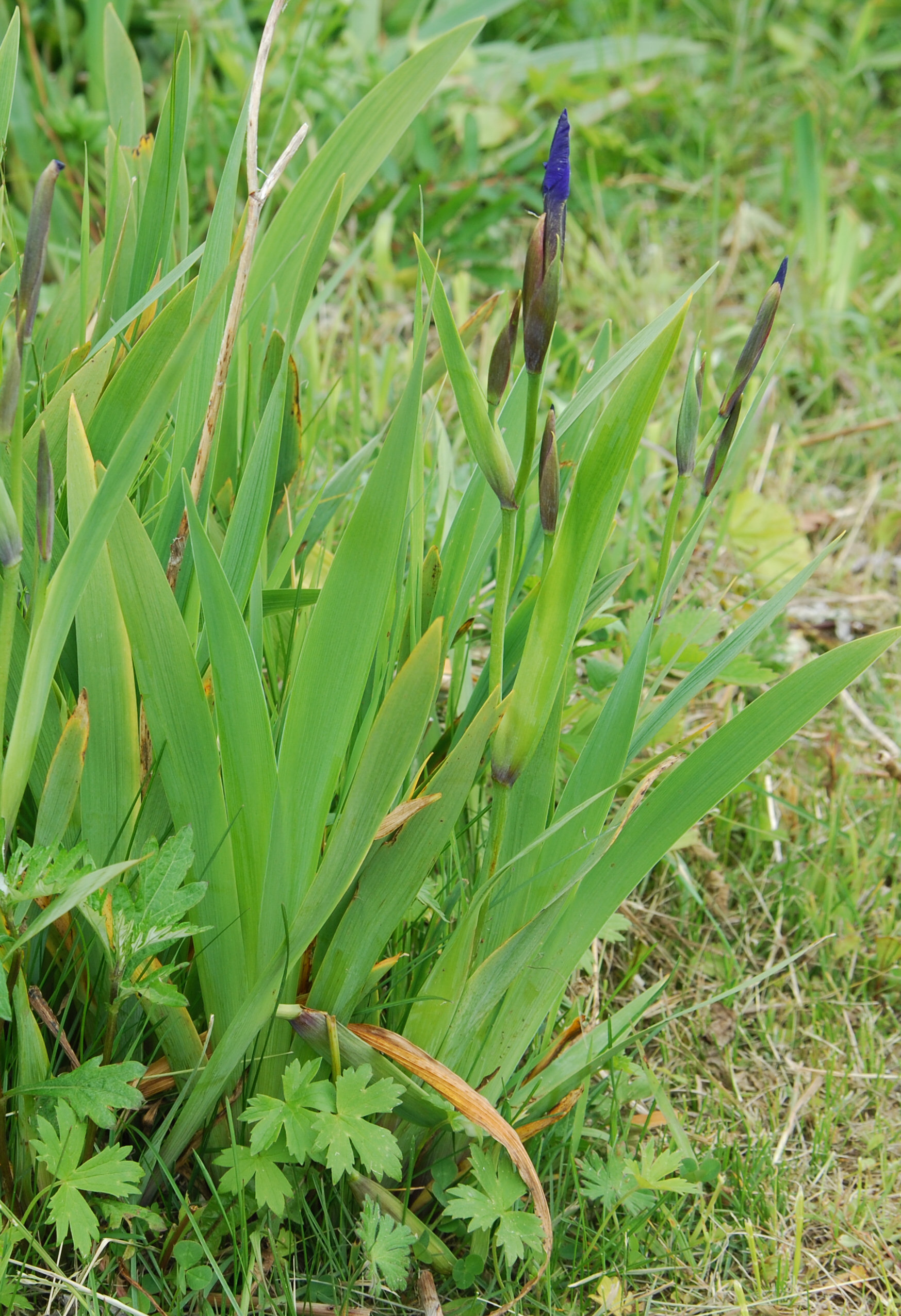